# 屋山
屋山（ややま）は、大分県豊後高田市にある山。標高は543.4m。日本山岳会東九州支部が選定した大分百山のひとつに数えられている。

## 概説
屋山という名前は、山全体が屋根の形をしていることに由来する。弥山とも書くまた、西側の豊後高田市中心部からは衝立のように、南北からは三角に見えて、見る方角によって山容が異なることから八面山（はちめんざん）の別名を持つ。南北方向からは山容が整って富士山に似ているため高田富士とも呼ばれる。
かつて屋山城があった山頂からは、周囲に広がる都甲耶馬又は鬼城耶馬と呼ばれる奇岩秀峰を一望することができる。とりわけ、城の一番奥に位置するショウケが鼻からの眺望は絶景とされる。

## 長安寺
山中にある長安寺は、かつて六郷満山の中山本寺であった古刹で、六郷満山を統括していた西叡山高山寺の衰退に伴い、鎌倉時代には六郷満山の100以上の寺院を統括する地位を占めた。国の重要文化財に指定された木造太郎天及二童子立像や銅板法華経を収蔵している。

## 屋山城
屋山城は、かつて屋山の尾根に沿って築かれていた城（連郭式山城）である。16世紀前期頃に長安寺の伽藍跡に築城されたと考えられており、1579年（天正7年）に吉弘統幸によって大改修されたことが記録に残っている。